# 烏里揚尼夫卡 (市級鎮)
50°58′27″N 34°17′42″E / 50.97417°N 34.29500°E

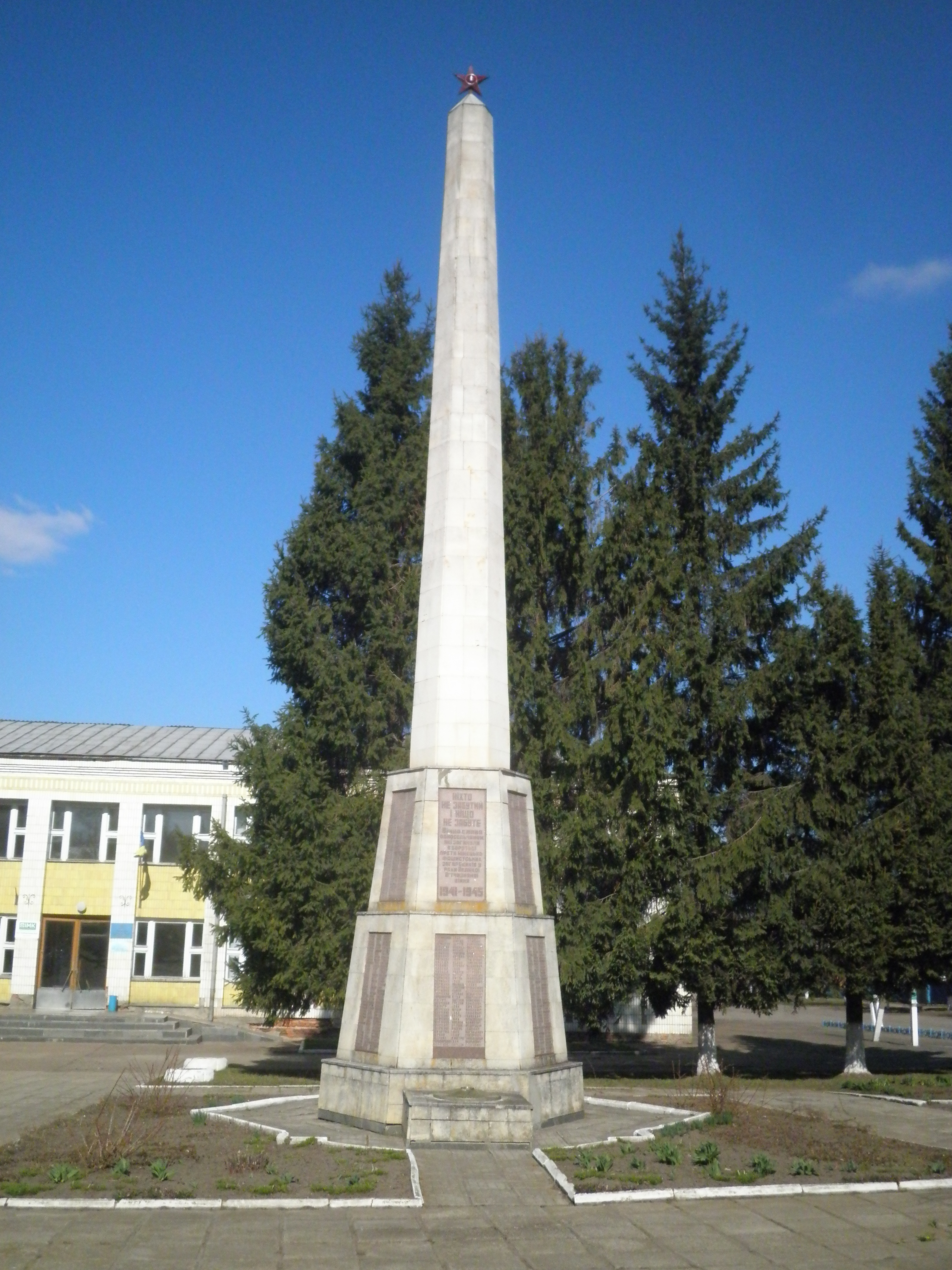
二战纪念碑

乌里扬尼夫卡（烏克蘭語：Улянівка），或按俄语译为乌里扬诺夫卡（俄语：Уляновка），是位於烏克蘭東北部的市級鎮，由蘇梅州蘇梅區的米科拉伊夫卡镇级市镇負責管轄。該鎮處於維爾河畔，始建於十七世紀，距離比洛皮利亞25公里和蘇梅45公里，2014年人口2,452。